# 東方電影 (香港)

東方電影 (香港)標誌

東方電影出品有限公司（前身東方娛樂控股有限公司），是一家在香港交易所上市的公司（已被中國東方實業集團取代）。主要業務是製作及發行香港及華語電影、電視劇、電影膠卷沖印、剪輯及字幕等後期製作。
東方娛樂的上市首日在2001年9月12日。
其前主席兼執行董事為黃百鳴。
東方娛樂的電影最近的作品已經是2012年的《浮城》，而黃百鳴的電影業務已轉至天馬電影。
2025年6月26日，東方電影 (香港) 被債權人入稟高院作清盤呈請。

## 歷史
電影公司新藝城在1991年停產後，新藝城常光顧的沖印廠「東方彩色沖印」的老闆想頂讓該廠予人，創辦人黃百鳴把東方彩色沖印購入。根據黃氏本人所述，他後來成立的電影公司以此為名，即現時的名稱「東方電影」。

## 旗下公司
- 東方電影出品有限公司－1990年成立，電影出品及製作
- 東方電影發行有限公司－1992年成立，電影出品及發行
- 東方電影沖印（國際）有限公司－1969年成立，東方電影出品的前身。提供35mm/16mm底片沖印、字幕製作等服務，亦提供電腦剪接、光學聲軌錄音及幻燈片拍攝等服務
- 智理廣告有限公司－2000年成立，廣告製作及宣傳（已出售）

## 外部連線
- 中國東方實業集團 （页面存档备份，存于）
- 東方電影發行有限公司官方網頁 （页面存档备份，存于）